# Nothing (компания)
Nothing Technology Limited (стилизовано как NOTHING) — британский производитель и разработчик потребительской электроники, базирующийся в Лондоне. Компания была основана Карлом Пеем, соучредителем OnePlus. Изначально целью компании была разработка потребительской электроники, сочетающей в себе простоту, прозрачность и специфический дизайн для улучшения пользовательского опыта. Nothing привлёк ряд известных инвесторов, таких как Тони Фаделл из Apple, соучредитель Twitch Кевин Лин, генеральный директор Reddit Стив Хаффман, GV (ранее Google Ventures) и ютубер Кейси Нейстат. 
Первый продукт Nothing, «Ear (1)», был выпущен 27 июля 2021 года. В 2024 году Nothing удвоила свой годовой доход до более чем 500 миллионов долларов и превысила 1 миллиард долларов по объему продаж.

## История
Карл Пей, соучредитель OnePlus, объявил о своём уходе из компании 16 октября 2020 года, чтобы основать новое предприятие.
27 января 2021 года Пей объявил о создании Nothing.
15 февраля 2021 года Nothing приобрела товарные знаки и бренд Essential Products (англ. Essential Products) почти через год после того, как компания прекратила свою деятельность.
25 февраля компания объявила о своем первом партнере, Teenage Engineering, который будет разрабатывать дизайн бренда и его продуктов.
27 июля 2021 года Nothing анонсировала свой первый продукт, беспроводные наушники ear (1).
13 октября 2021 года Nothing привлекла 50 миллионов долларов инвестиций и объявила о партнёрстве с Qualcomm.
9 марта 2022 года состоялся инвестиционный раунд B и компания объявила о скором анонсе своего первого смартфона. 23 марта 2022 года публике был представлен смартфон Nothing Phone (1).
10 декабря 2022 года в торгово-развлекательный квартале Сохо в Лондоне открылся первый фирменный магазин Nothing.
7 февраля 2023 года на Mobile World Congress в Барселоне Nothing объявила, что их следующий смартфон будет работать на базе процессора Snapdragon 8+ Gen 1.
22 марта 2023 года Nothing анонсировала беспроводные наушники второго поколения под названием ear (2).

## Продукты

### Аудиопродукция[16]

#### ear (1)
Первый продукт компании — беспроводные наушники ear (1). Они были анонсированы 27 июля 2021 года. Наушники оснащены Bluetooth и ANC и представлены в белом и чёрном цветах.
Наушники поступили в продажу 17 августа 2021 года по цене в 99 долларов.

#### ear (stick)
Беспроводные наушники ear (stick) были представлены в октябре 2022 года, а уже 4 ноября поступили в продажу по стартовой цене в 99 долларов. Таким образом они стали более дешёвой версией ear (1), цена которых была повышена до 149 долларов. При этом у наушников отсутствует беспроводная зарядка.

#### ear (2)
Второе поколение беспроводных наушников ear вышло в продажу 22 марта 2023 года по официальной цене в 149 долларов. В ходе разработки наушников была проведена работа по улучшению активного шумоподавления в сравнении с первым поколением. Так же у новых наушников было увеличено время автономной работы и изменено управление с сенсорного на управление давлением. Кроме того слегка уменьшился размер зарядного кейса.

### Смартфоны

#### phone (1)
Nothing Phone 1 ― первый смартфон и второй продукт компании. Телефон был анонсирован 23 марта 2022 года. Отличительной особенностью смартфона от остальных является наличие так называемых индикаторов Glyph: LED-подсветки под прозрачной задней крышкой.

#### phone (2)
Nothing Phone 2 — второй смартфон компании. Презентация состоялась 11 июля 2023 года. Телефон получил более детальную проработку LED-подсветки задней части смартфона, увеличенные габариты и улучшенные характеристики.
phone (2a)
Nothing Phone 2a — третий смартфон компании. Презентация смартфона под названием Nothing Phone (2a) состоялась 05.03.2024. Смартфон стал доступнее своего предшественника Nothing Phone (2) за счёт сбалансированного подбора  компонентов смартфона. В Phone (2a) изменён дизайн, вместо вертикального расположения, камеры установлены горизонтально, количество светодиодов сократили до трёх, а рамки вместо метала сделаны из пластика.
phone (2a) plus
Nothing Phone 2a Plus — улучшенная версия phone (2a). Презентация смартфона состоялась в июле 2024. Устройство получило более мощный чипсет,фронтальную камеру, измененный дизайн задней крышки и более быструю зарядку.
phone (2a) plus community edition
Nothing Phone (2a) Plus community edition — тот же phone (2a) plus,но с новым дизайном. Он был представлен 12.11.2024. Отличительной чертой смартфона является фосфоресцирующая задняя крышка,которая светится в темноте. 
phone (3a)
Nothing Phone 3a — четвертый смартфон компании. Презентация смартфона состоялась 04.03.2025. Phone (3a) стал первым устройством от компании с телефото объективом с 2х кратным оптическим зумом.Смартфон стал продолжением phone (2a) с новыми камерами и процессором. Отличительной особенностью данного телефона является кнопка «Essential space». 
phone (3a) pro
Nothing Phone 3a Pro — улучшенная версия phone (3a). Единственное отличие от младшей версии— трёхкратный перископный модуль.
phone (3)
Nothing Phone 3 ― Пятый смартфон компании. Ключевым отличием является отсутствие глиф-интерфейса на задней стороне смартфона. Теперь там находится монохромный экран, состоящий из 489 светодиодов